# Informateur indigène
Un informateur indigène est, dans un contexte colonial, souvent ethnographique, un autochtone qui renseigne des personnes issues de la métropole au sujet de la langue, des lieux, des coutumes de son pays. Il favorise quelquefois involontairement la puissance coloniale qui a fait appel à ses services. Après la fin de la colonisation, l'expression est parfois utilisée au sens figuré, et prend une connotation péjorative voire, dans certains cas, polémique.

## Époque coloniale
Dans le travail ethnographique à l'époque coloniale, les informateurs indigènes sont «indispensables mais subalternes», selon la formule de l'historienne Sophie Dulucq. D'une part l'informateur est crédité par les ethnographes d'une familiarité avec la culture de son pays natal - ce qui confère une valeur supérieure à son témoignage. D'autre part cependant, l'informateur se trouve dans une position de dépendance politique et matérielle à l'égard des étrangers qui l'emploient. Ainsi par exemple Auguste Le Hérissé, auteur de L'ancien royaume du Dahomey, mœurs, religion, histoire (1911), est aussi administrateur colonial, et ses informateurs sont ses subordonnés. Certains informateurs espèrent obtenir de leurs employeurs étrangers un appui et des avantages.
Les informateurs sont rarement nommés par les ethnographes qui ont recueilli leur savoir et en ont fait la matière d'ouvrages savants. Les auteurs français du XIXe siècle avaient souvent recours à l'expression « De la bouche même des Indigènes », qui conférait une authenticité au savoir ethnographique, tout en maintenant les informateurs dans l'anonymat.
Les informateurs indigènes ne sont pas reconnus généralement comme producteurs de savoir, mais comme fournisseurs d'un matériau brut destiné à être travaillé par les savants coloniaux. Quelques informateurs, peu nombreux, ont réussi à devenir eux-mêmes auteurs. Ainsi par exemple le Sénégalais David Boilat publie une grammaire du wolof en 1858 -  il est un pionnier dans cette discipline - ; le Malien Moussa Travélé, informateur au service de l'administrateur colonial Maurice Delafosse, compose un Petit manuel français-bambara en 1910. Cependant l'accès des « indigènes » aux circuits de diffusion de textes ethnographiques demeure très limité jusqu'en 1945 (en France). Pour que ses textes soient diffusés, l'informateur doit avoir assimilé des normes scientifiques édictées par les colonisateurs. Sa liberté est restreinte et, selon Sophie Dulucq, «ses récits sont souvent réordonnés pour s'insérer dans la narration coloniale». En quête de reconnaissance ou de lieux d'édition, les informateurs ont tendance à reproduire les modèles d'analyse des colonisateurs, jusqu'à faire parfois l'éloge de la colonisation.
Les informateurs sont souvent des lettrés, et s'inscrivent dans l'élite sociale. Les ethnographes occidentaux ont parfois donné une valeur générale et absolue aux récits de leurs informateurs, sans prendre garde au fait que les informateurs exprimaient un point de vue particulier sur leur société, et défendaient quelquefois des intérêts propres à leur catégorie sociale.

## Ère postcoloniale
Après la fin de l'époque coloniale, l'expression «informateur indigène» est employée au sens figuré, pour désigner des personnes issues de pays du sud anciennement colonisés, qui livrent un récit conforme aux attentes du public occidental.
Il s'agit par exemple d'écrivains qui ont obtenu une reconnaissance littéraire parce que, selon la théoricienne de la littérature Chiara Mengozzi, « ils ont assumé, par choix ou sous la contrainte, le rôle d’informateurs indigènes, en racontant et en interprétant leurs traditions culturelles pour le plaisir, l’information et la consommation des lecteurs occidentaux ». Ainsi ces écrivains des pays ex-colonisés vendent au public occidental des représentations d'espaces jugés exotiques, et mettent en scène la violence déchaînée dans leur pays natal, qu'elle prenne la forme de massacres, de révolutions, ou de migrations forcées. Chiara Mengozzi critique l'illusion entretenue par les médias occidentaux d'un accès direct et facile aux cultures de ces pays, accès qui serait rendu possible grâce à ces informateurs indigènes.
« Informateur indigène » peut prendre un sens insultant ou polémique, et désigner quelqu'un qui est issu d'un pays ex-colonisé et qui est considéré comme un collaborateur d'une puissance occidentale ou d'une ex-puissance coloniale. Analysant l'invasion de l'Irak par les États-Unis (2003–2011) Nesrine Malik souligne le succès en Occident de commentateurs politiques originaires des pays arabes ou musulmans, que certains avaient alors appelés des « informateurs indigènes », parce que ces commentateurs auraient fourni une représentation dégradante du monde musulman justifiant l'agression militaire américaine.
En 2021, Le Monde inscrit « informateur indigène » ou l'expression anglophone équivalente, « native informant », dans une liste de termes insultants visant des membres de minorités comme « nègre de maison », « bounty », « collabeur », « Arabe de service », qui suggèrent « une soumission plus ou moins consciente, plus ou moins stratégique, au pouvoir, une complaisance servile envers le dominant ».